# Anaplasia
L'anaplasia è la scarsa differenziazione di una neoplasia. Molto spesso all'anaplasia è associata  anche la malignità della neoplasia in quanto la capacità proliferativa delle cellule è inversamente proporzionale al loro grado di differenziazione.
È una differenziazione degli elementi cellulari propri di tessuti nobili con riacquisizione di caratteri tipici del tessuto embriologico.